# Deutscher Orden (1911)
Der Deutsche Orden war der erste deutsche völkisch-religiöse Bund mit neopaganem germanischen Glauben, den am 27. Februar 1911 in Berlin der Schriftsteller Otto Sigfrid Reuter gründete und der bis 1933 bestand.
Reuter und der lebensreformerische Pressesprecher des Deutschen Ostmarkenvereins Ernst Hunkel betrieben die Organisation der deutschgläubigen Anhänger, die mit Rückgriff auf den alten Glauben der Germanen eine Erneuerung im 20. Jahrhundert anstrebten. Den Auftakt gab Reuter mit der Schrift Christus oder Sigfrid 1910.
„Durch Leiden und Dulden, durch Frieden wollte der Nazarener, daß wir den Sieg gewännen; UNSERE Religion ist die der tatenfrohen Lichtkämpfer, durch Sieg zum Frieden. Das ist die Rede von Sigfrid.“ (Reuter, 1911)
Die Gründung fand in den Räumen der antisemitischen „Staatsbürger-Zeitung“ (Deutschsoziale Partei) statt.
Noch 1911 wurde für den überzeugteren Teil der Nichtkirchenmitglieder die kleinere Deutschreligiöse Gemeinschaft hinzugegründet, die 1916 sich in Deutschgläubige Gemeinschaft umbenannte. Mit dem Verbandsorgan Neues Leben. Zeitschrift für deutsche Wiedergeburt, das 1911–1914 in der Hand des „Edeners“ Gustav Simons (1861–1914) lag, erlangte der neue Herausgeber Hunkel zunehmend eine Führungsrolle. Ludwig Fahrenkrog, der kurz darauf 1912 die Germanische Glaubens-Gemeinschaft als eigenen Verband schuf, schloss sich ebenso an wie Wilhelm Schwaner. Margart Hunkel ergänzte 1914 eine weibliche Abteilung als Frauenlaube, die den Männern im Krieg zur Seite stehen sollte. Daraus wurde 1917 die Deutsche Schwesternschaft zur „Schaffung einer deutschen Frauenbewegung“.
Als Jugendorganisation ergänzte der Jungborn. Bund der Jungborn-Lauben Deutschen Ordens den Verband, später umbenannt in Jungscharen Deutschen OrdenInstitutionen, Bewegungen. De Gruyter Saur, 2012, Berlin/Boston, S. 177f.; seine Gründer stammten aus dem 1915 von Otger Gräff (1893–1918) gegründeten jugendbewegten Greifenbund. Als Voraussetzung einer Mitgliedschaft im Deutschen Orden musste ein Ariernachweis vorgelegt werden. 
Der „Kanzler“ Ernst Hunkel übernahm 1918 die Führung im Deutschen Orden und verlagerte ihn 1919 in seine Siedlung in Sontra, wo zeitweise 350 Personen wohnten. Nach seinem Scheitern u. a. wegen der Mittgard-Mehrehe und Austritt 1924 leitete wieder Reuter den Verband bis 1933, als er ihn wegen Erreichen der Ziele auflöste. 
Zwischen Reuter und Fahrenkrog gab es Differenzen, welche Glaubensinhalte festgeschrieben werden sollten. Während Reuter dazu bis auf das Bekenntnis zur Rasse alles offen lassen wollte, strebte Fahrenkrog eine Lehre an. Daran scheiterte eine Vereinigung.